# Papuahornvogel

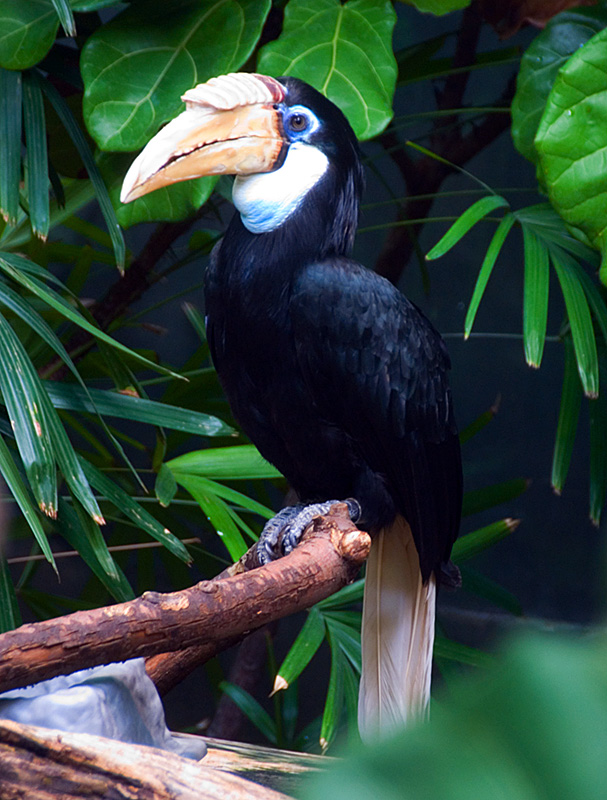
Papuahornvogel, ausgewachsenes Weibchen

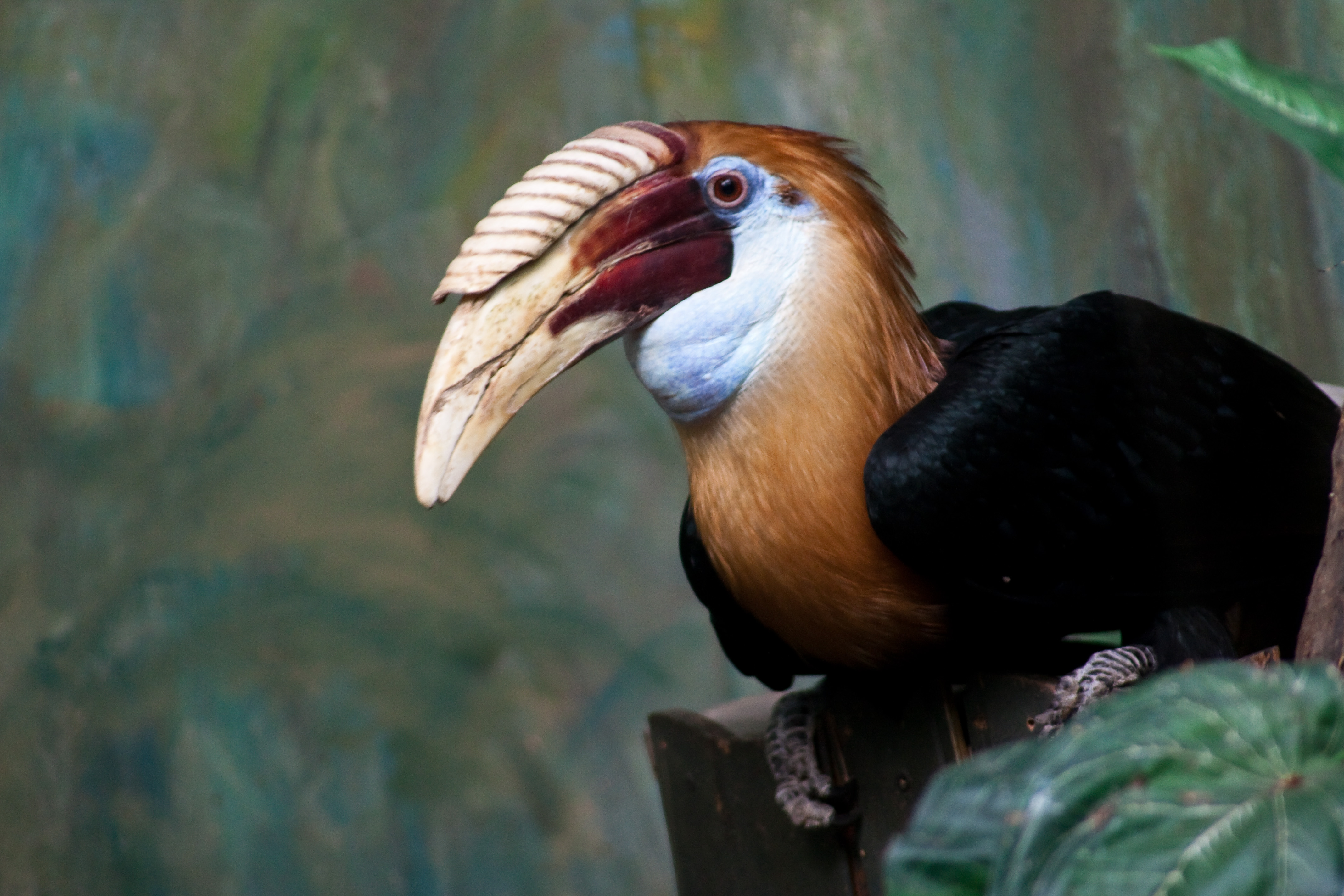
Kopf eines Männchens

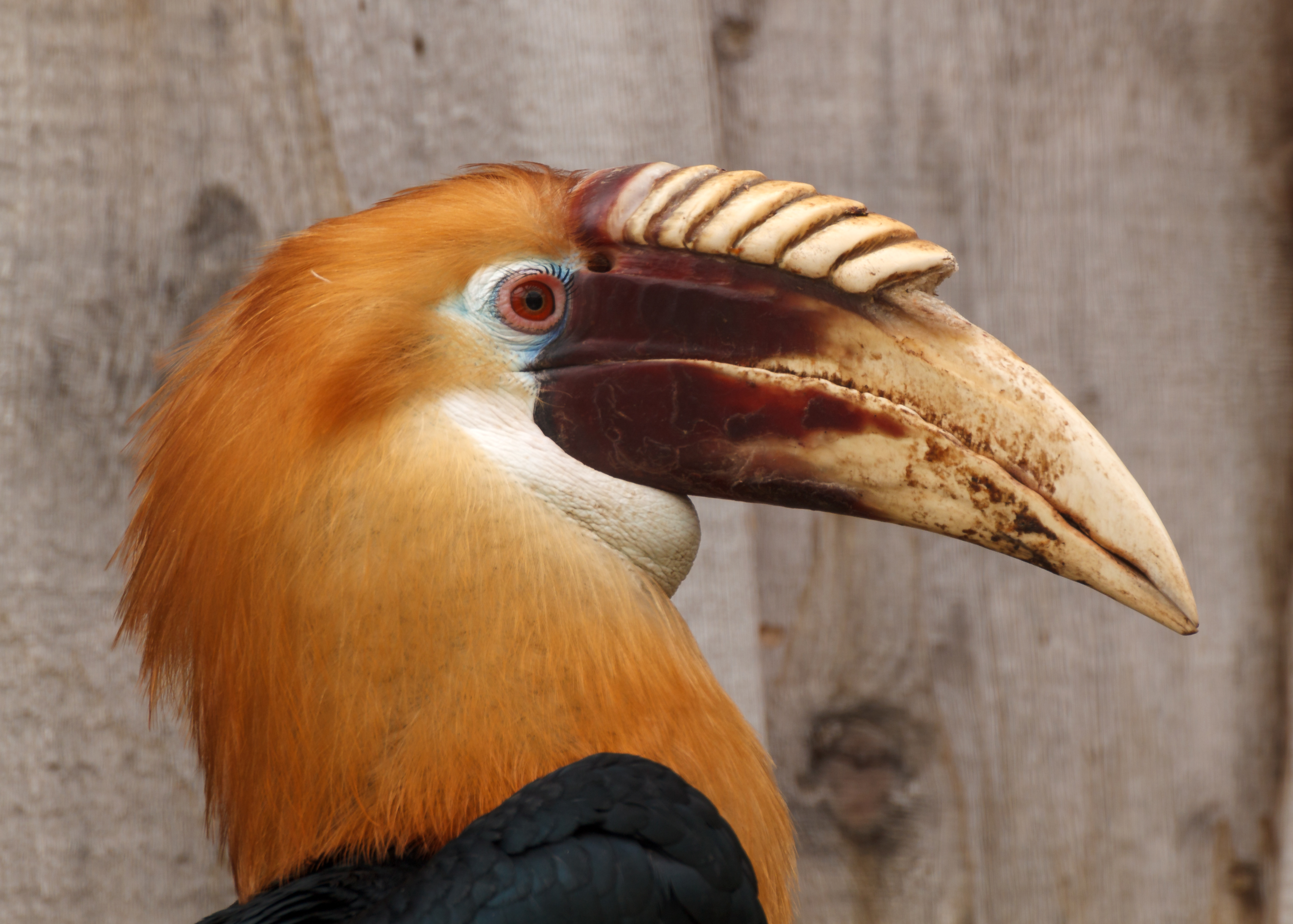
Kopf eines Männchens

Der Papuahornvogel (Rhyticeros plicatus), auch Papua-Hornvogel geschrieben oder Papua-Jahrvogel genannt, ist eine Vogelart aus der Familie der Nashornvögel, die in Südasien vorkommt. Es werden derzeit für diese Art mehrere Unterarten unterschieden, die von einigen Autoren jedoch eher für Inselformen gehalten werden. Wie alle Nashornvögel ist er ein Höhlenbrüter.
Die Bestandssituation des Papuahornvogels wurde 2016 in der Roten Liste gefährdeter Arten der IUCN als „Least Concern (LC)“ = „nicht gefährdet“ eingestuft.

## Merkmale
Der Papuahornvogel erreicht eine Körperlänge zwischen 60 und 65 Zentimeter. Der Schnabel erreicht bei den Männchen eine Länge zwischen 18,3 und 24 Zentimeter. Bei den Weibchen ist der Schnabel kleiner und hat eine Länge von 15 bis 16,8 Zentimeter. Das Gewicht dieser Nashornvogelart liegt zwischen 1500 und 2000 Gramm. Der Geschlechtsdimorphismus ist für einen Nashornvogel vergleichsweise stark ausgeprägt.

### Merkmale des Männchens
Hals und Kopf des Männchens sind rotbraun, die Färbung variiert je nach Unterart oder Inselform von einem Honiggelb bis zu einem kräftigen Orangerot. Das Körpergefieder und die Schwingen sind schwarz, das Gefieder auf der Körperoberseite schimmert metallisch grün. Der Schwanz ist weiß. Der Schnabel ist blassgelb mit einer dunkel rotbraunen Basis. Auch das Schnabelhorn ist dunkel rotbraun mit einer starken Riffelung auf der Hornoberseite. Die nackte Haut um das Auge ist blass blau, die Augenlider sind fleischfarben. Der nackte Kehlfleck ist weiß mit einem bläulichen Schimmer, die Augen sind rot bis rotbraun, die Füße und die Beine sind schwarz.

### Merkmale des Weibchens und der Jungvögel
Die adulten Weibchen sind kleiner als die Männchen und haben ein schwarzes Kopf- und Halsgefieder. Die Augen sind braun und nicht rot oder rotbraun wie beim Männchen.
Bei den Jungvögeln zeigen beide Geschlechter zunächst ein Körpergefieder, das dem Männchen gleicht. Heranwachsende Weibchen mausern später in das dunkle Hals- und Kopfgefieder, wie es für adulte Weibchen typisch ist.
Jungvögel kennzeichnen sich auch zunächst durch einen kleineren Schnabel und ein kaum entwickeltes Schnabelhorn. Der Schnabel ist blassgelb mit einer braunen Färbung an der Schnabelbasis. Die nackte Gesichtshaut ist blassblau, die Augen sind graubraun.

### Merkmale der einzelnen Unterarten oder Inselformen
Der Papuahornvogel kommt neben Neuguinea auf einer Reihe von Inseln westlich und östlich von Neuguinea vor. Die einzelnen Inselpopulationen unterscheiden sich untereinander durch ihre Körpergröße und der Färbung des Hals- und Kopfgefieders beim Männchen. Grundsätzlich finden sich im Westen des Verbreitungsgebietes die Formen mit einem dunkel rotbraunen Halsgefieder. Im Osten des Verbreitungsgebietes sind Papuahornvögel am größten. Das Hals- und Kopfgefieder der Männchen ist hier am hellsten, die Tönung erreicht hier eine honiggelbe Färbung.
Es werden folgende Unterarten unterschieden.
- R. p. plicatus (Forster, 1781) – Die Nominatform lebt auf Seram und Ambon. Das Männchen hat ein kräftig rotbraunes Hals- und Kopfgefieder.
- R. p. ruficollis (Vieillot, 1816) – Westen von Neuguinea und die angrenzende Inseln Morotai, Halmahera. Bacan, Kasiruta, Obi-Inseln, Misool, Salawati, Batanta, Gam und Waigeo. Der Kopf und Hals des Männchens sind golden rotbraun.
- R. p. jungei Mayr, 1937 – Osten von Neuguinea. Der Kopf und Hals des Männchens sind rotgold gefärbt.
- R. p. dampieri Mayr, 1934 – Inseln des Bismarck-Archipels. Der Kopf und Hals des Männchens sind gelblich gefärbt.
- R. p. harterti Mayr, 1934 – Westliche Salomonen (Buka, Bougainville, Fauro und Shorland). Der Kopf und Hals des Männchens sind goldgelb gefärbt.
- R. p. mendanae Hartert, 1924 – Südliche Salomonen (Choiseul, Vangunu, Malaita und Guadalcanal).  Der Kopf und Hals des Männchens sind intensiv goldgelb gefärbt.

## Verbreitungsgebiet
Das Verbreitungsgebiet des Papuahornvogels ist der Osten Indonesiens. Die Verbreitung recht hier von 24 Inseln der Molukken im Westen über Neuguinea bis zum Bismarck-Archipel und den Salomoneninseln im Osten.
Der Papuahornvogel besiedelt in diesem Verbreitungsgebiet immergrüne Primär- und Sekundärwälder. Er besiedelt dabei Wälder der Tiefebenen und kommt gelegentlich auch noch in Höhenlagen von 1500 Metern vor. In einigen Regionen seines Verbreitungsgebietes gilt er als noch häufig. Auf Neuguinea gilt er als nicht mehr häufig. Er wird vor allem in Osten von Papua-Neuguinea stark bejagt und ist auf den entwaldeten Flächen der Insel Ambon vermutlich ausgestorben.

## Lebensweise
Der Papuahornvogel lebt einzelgängerisch, paarweise oder in kleinen Trupps. Es ruhen jedoch gelegentlich mehrere hundert Vögel dieser Art an gemeinschaftlichen nächtlichen Ruheplätzen und in den frühen Morgenstunden ist gelegentlich zu beobachten, dass bis zu 45 Individuen gemeinsam diese nächtlichen Ruheplätze verlasen.
Der Papuahornvogel lebt überwiegend von Früchten, er wurde aber bereits dabei beobachtet, wie er an einem Strand Krebse fing.
Die Fortpflanzungsbiologie des Papuahornvogels ist nicht abschließend untersucht. Wie für Nashornvögel typisch ist er jedoch ein Höhlenbrüter, der in Baumhöhlen nistet.

## Papuahornvogel und Mensch

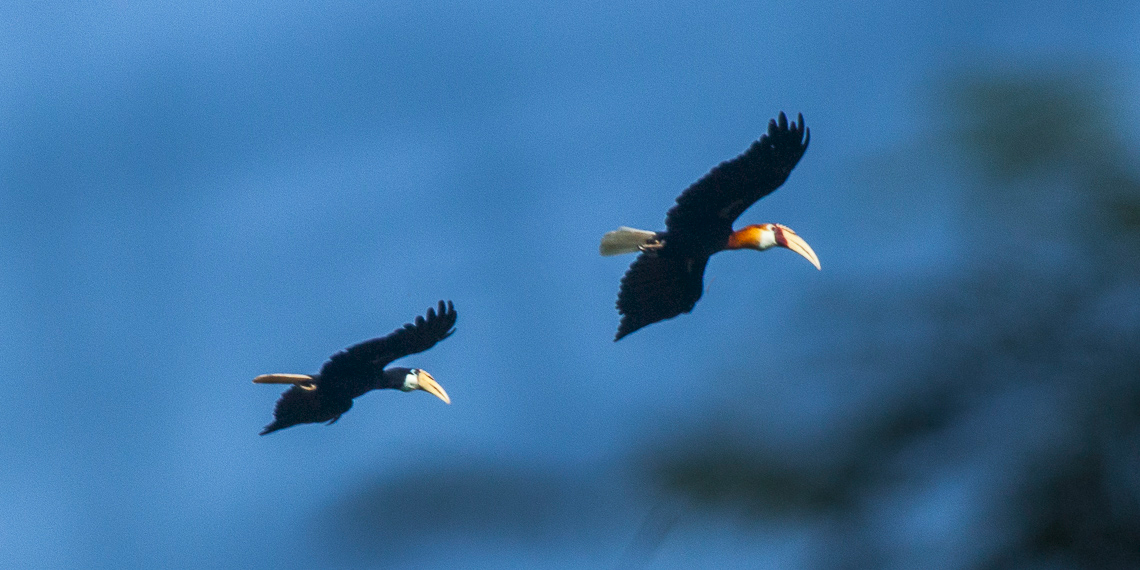
Ein Paar Papuahornvögel auf Halmahera

Der Papuahornvogel spielt eine große Rolle in den traditionellen Ritualen der Iatmul, aber auch anderer Ethnien auf Papua-Neuguinea. Die Iatmul sind eine große ethnische Bevölkerungsgruppe auf Papua-Neuguinea. Ihr Siedlungsraum liegt entlang des mittleren Sepik. Geschnitzte Darstellung von Kopf und Schnabel sind häufig an Hausaltären oder auf Dachfirsten zu finden. Von einigen Männern wurde der Schnabel des Papuahornvogels sogar als Penisfutteral genutzt. Der scharfe Unterschnabel wurde auch als Speerspitze verarbeitet.
Von den Jägern des Volkes wird der Papuahornvogel unter anderem verehrt, weil er angeblich in der Lage ist, die Köpfe von Fruchttauben abzuhacken. Er wird als Nahrung und als Trophäe gejagt. Der skelettierte Vogelkopf wird häufig als Zierde getragen, und das Töten eines Papuahornvogels galt lange als vergleichbar mit dem Töten eines Feindes und spielte eine ähnliche Rolle im Männlichkeitsritual.

## Einzelbelege
1. 1 2  Kemp: The Hornbills - Bucerotiformes. S. 225.
2. ↑  
Rhyticeros plicatus in der Roten Liste gefährdeter Arten der IUCN 2016. Eingestellt von: BirdLife International, 2016. Abgerufen am 3. Oktober 2017.
3. 1 2 3  Kemp: The Hornbills - Bucerotiformes. S. 226.
4. 1 2  Kemp: The Hornbills - Bucerotiformes. S. 224.
5. ↑  Cocker, Tipling: Birds and People. S. 328